# Neuropédiatrie
La neuropédiatrie ou neurologie pédiatrique est la sous-spécialité médicale dédiée au diagnostic et au traitement des maladies neurologiques survenant chez les enfants, que celles-ci soient spécifiques ou non de cette période de la vie. Le champ de la neuropédiatrie recouvre par extension l'étude des troubles du développement du système nerveux, lesquels concernent tous les âges de la vie, du fœtus à l'âge adulte. Il s'agit donc d'une double sous-spécialité, à la fois de la pédiatrie et de la neurologie. Les médecins spécialisés dans la neurologie infantile sont les neuropédiatres.
Les affections neuropédiatriques peuvent concerner:
1. des maladies du cerveau, dont les épilepsies
2. des maladies de la moelle épinière, des nerfs et des muscles
3. des troubles du neurodéveloppement (troubles d'apprentissage global (déficience intellectuelle) ou troubles spécifiques (dyslexie, dysphasie, dyspraxie, multidys)

En France, la société française de neurologie pédiatrique est la société savante regroupant les médecins de cette discipline 
La discipline a connu au XXe siècle et au XXIe siècle un essor considérable grâce aux progrès des neurosciences, de l'imagerie cérébrale, de la génétique et du développement de nouveaux traitements (y compris la thérapie génique)